# Chien de recherche au sang de la montagne bavaroise
Le chien de recherche au sang de la montagne bavaroise (Bayerischer Gebirgsschweißhund), plus communément appelé chien de rouge de Bavière ou rouge de Bavière, est une race de chiens originaire d'Allemagne. C'est un chien courant de taille moyenne, construit pour être musclé et léger, à la robe fauve. Issu du chien de rouge de Hanovre, c'est un chien de chasse essentiellement utilisé comme chien de recherche au sang en terrain montagneux.

## Historique

### Conditions de chasse en Allemagne auXIXesiècle
En Allemagne, les cerfs et les chevreuils étaient traditionnellement chassés sur de grands domaines en haute montagne. Au milieu du XIXe siècle, l’étendue des parcelles de chasse est diminuée et les chiens courants autochtones de haute montagne, appelés « Hochgebirgsbracke », avec lesquels on avait encore pratiqué les grandes chasses aux courants n’ont plus le droit d’être utilisés. À la fin du XIXe siècle, le cerf est protégé intensément et les armes à feu se sont fortement améliorées ce qui entraîne une modification de la manière de chasser. Dès lors, le recours à un chien de rouge capable de faire du bon travail sur la piste froide d'un gibier blessé devient indispensable. La variété la plus légère du chien de rouge du Hanovre est tout d’abord utilisée, appréciée par les chasseurs pour son calme et sa sûreté au pistage. Mais ce chien n’aime pas poursuivre ou poursuit sans donner de la voix et ne convient pas parfaitement aux conditions difficiles de la chasse en haute montagne. Les chasseurs repensent donc aux chiens de chasse autochtones utilisés depuis des temps immémoriaux, y compris en tant que chiens de rouge, et entreprennent le croisement dans l’espoir de rassembler les qualités des deux races.[réf. nécessaire]

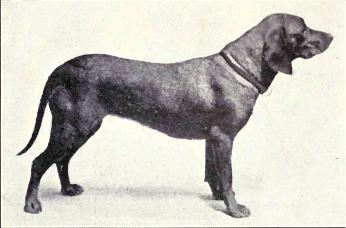
Limier de Bavières en 1915.

Le chien de rouge de Bavière est issu de croisement entre le chien de rouge du Hanovre et des chiens courant allemand à la fin du XIXe siècle. Le croisement est réalisé afin d'alléger le rouge du Hanovre et l'adapter à des environnements montagneux ou escarpés.

### Les premiers essais de sélection
Le baron Karg-Bebenburg de Reichenhall croise sa chienne, un pur chien courant rouge de type chien courant tyrolien, par un chien de rouge du Hanovre à robe noire et feu. Sans tenir compte de la loi de Mendel, on crût déjà avoir obtenu un chien de rouge typique pour la haute montagne avec des sujets de la génération F1. Mais avant d’aboutir à l’actuel chien de rouge de Bavière, il restait encore un bout de chemin à parcourir.[réf. nécessaire] C’est au Baron von Karg-Bebenburg que revint toutefois l’indiscutable et grand mérite d’avoir créé la base d’élevage de l'actuel chien de rouge de Bavière.
Le chien de rouge de Bavière est rapidement apprécié pour ses qualités de chasse en montagne. Le club du chien courant de Bavière est créé en 1912.

## Standard

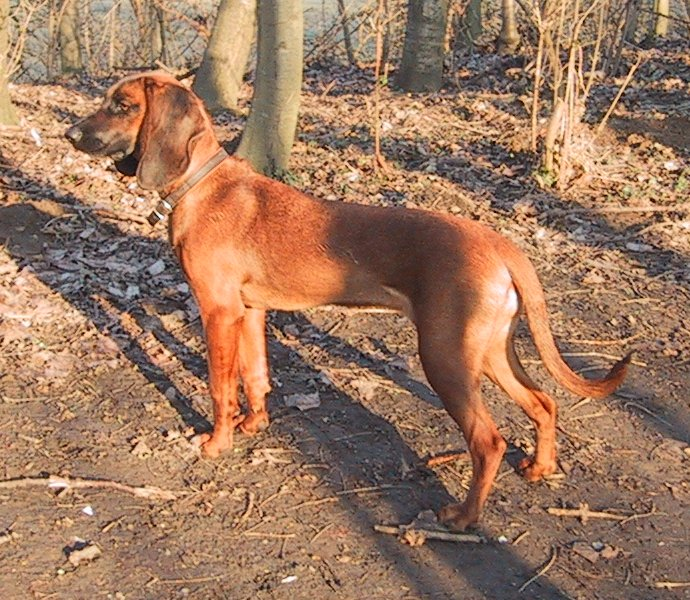
Chien de rouge de Bavière.

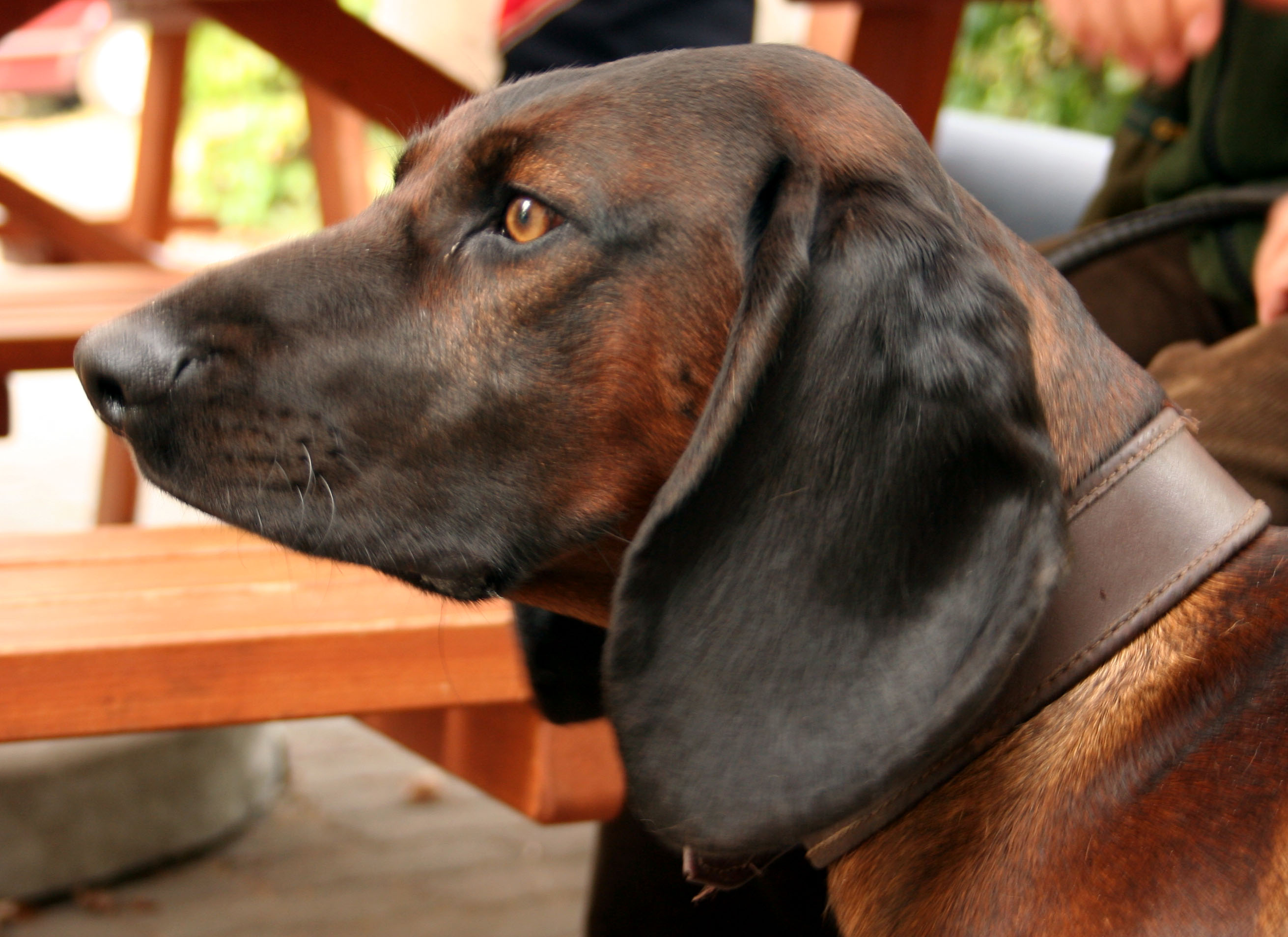
Portrait d'un chien de rouge de Bavière.

Le chien de rouge de Bavière est un chien de taille moyenne. Le corps est élancé et adapté à la course, avec un arrière-train légèrement au-dessus de la ligne du dos et un poitrail profond. La queue est portée à l’horizontale ou oblique vers le bas. La tête est portée horizontalement ou légèrement relevée. Les oreilles tombantes atteignent au maximum la truffe. Attachées haut, les oreilles sont larges à la base et arrondies à leur extrémité, elles pendent à plat le long de la tête. Ni trop grands ni trop ronds, les yeux sont brun foncé.
Le poil est serré, plat et bien couché, modérément rêche au toucher, peu brillant. Il est plus fin à la tête et aux oreilles. La robe est fauve, dans des nuances s'étendant du fauve rouge au fauve sable, en passant par le rouge-brun et le fauve gris. La robe peut être bringée ou tiquetée de noir. La couleur de fond est en général plus intense sur le dos, le museau et les oreilles plus foncés. La queue est en général tiquetée de noir.

## Caractère
Le chien de rouge de Bavière est décrit dans le standard FCI comme un chien calme et équilibré, attaché à son maître et réservé envers les étrangers. C'est un chien sûr de lui, impavide et docile, ni timide ni agressif. L'éducation doit être réalisée avec fermeté et douceur dès le plus jeune âge.

## Utilité

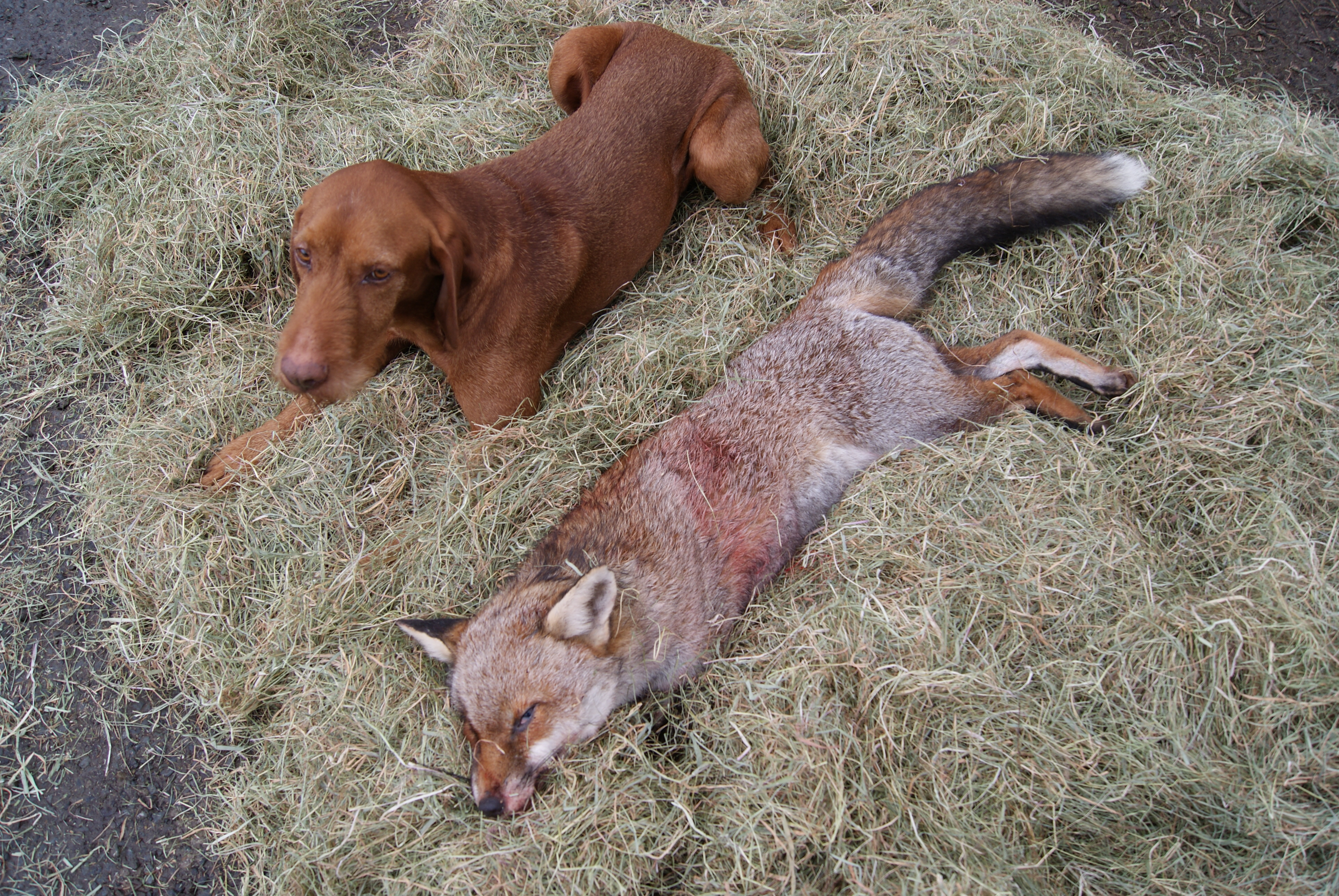
Chien de rouge de Bavière posant devant la dépouille d'un renard dans le Kent.

Le chien de rouge de Bavière est un chien de chasse utilisé pour la recherche au sang sur le grand gibier blessé. Il a également été utilisé pour la chasse au loup et à l'ours.
S’il s'adapte parfaitement à une vie de famille, il ne peut pas être considéré comme un chien de compagnie, car il reste avant tout un chien de chasse. De longues promenades et beaucoup d’exercice lui sont absolument indispensables si d'aventure il devait vivre en ville.

## Acteur de fiction
Le chien rouge de Bavière apparaît comme le compagnon de l’héroïne du film Le Mur invisible (produit en 2012), adapté du roman le plus célèbre de l'écrivaine autrichienne Marlen Haushofer.